# ناصر بن ثاني الهاملي
ناصر بن ثاني الهاملي (1973-)، سياسي إماراتي، شغل منصب وزير الموارد البشرية والتوطين من 2017 حتى 2021.

## التعليم
حصل على شهادة البكالوريوس في تطوير وتدريب القوى العاملة من جامعة بنسلفانيا في الولايات المتحدة الأميركية بالإضافة إلى شهادة بكالوريس في مجال تقنية المعلومات من جامعة بنسلفانيا للتكنولوجيا، كما حصل على درجة الماجستير في الموارد البشرية، وهو أيضا خريج برنامج محمد بن راشد لإعداد القادة.

## المسيرة المهنية
شغل الهاملي عدة مناصب منها:
- وكيل وزارة الموارد البشرية والتوطين لشؤون التوطين.[1][7]
- وكيل مساعد لقطاع التنسيق الحكومي في وزارة شؤون الرئاسة حيث أشرف على إعداد عدة دراسات ومبادرات منها "التخطيط الاستراتيجي للقوى العاملة بدولة الإمارات العربية المتحدة"، ومبادرة "أبشر" لتعزيز مشاركة الكوادر الوطنية في سوق العمل.[8]

- المدير التنفيذي لقطاع سياسات الموارد البشرية في الهيئة الاتحادية للموارد البشرية الحكومية.[9]

- مدير إدارة شؤون المجلس التنفيذي لإمارة دبي حيث ساهم في تطوير نظام إدارة الأداء لموظفي حكومة دبي وتطوير الكفاءات الوطنية.[10]

- مدير مشاريع الموارد البشرية في المكتب التنفيذي للشيخ محمد بن راشد آل مكتوم.